# Luperina kruegeri
Luperina kruegeri là một loài bướm đêm trong họ Noctuidae.